# Berend Jan Udink

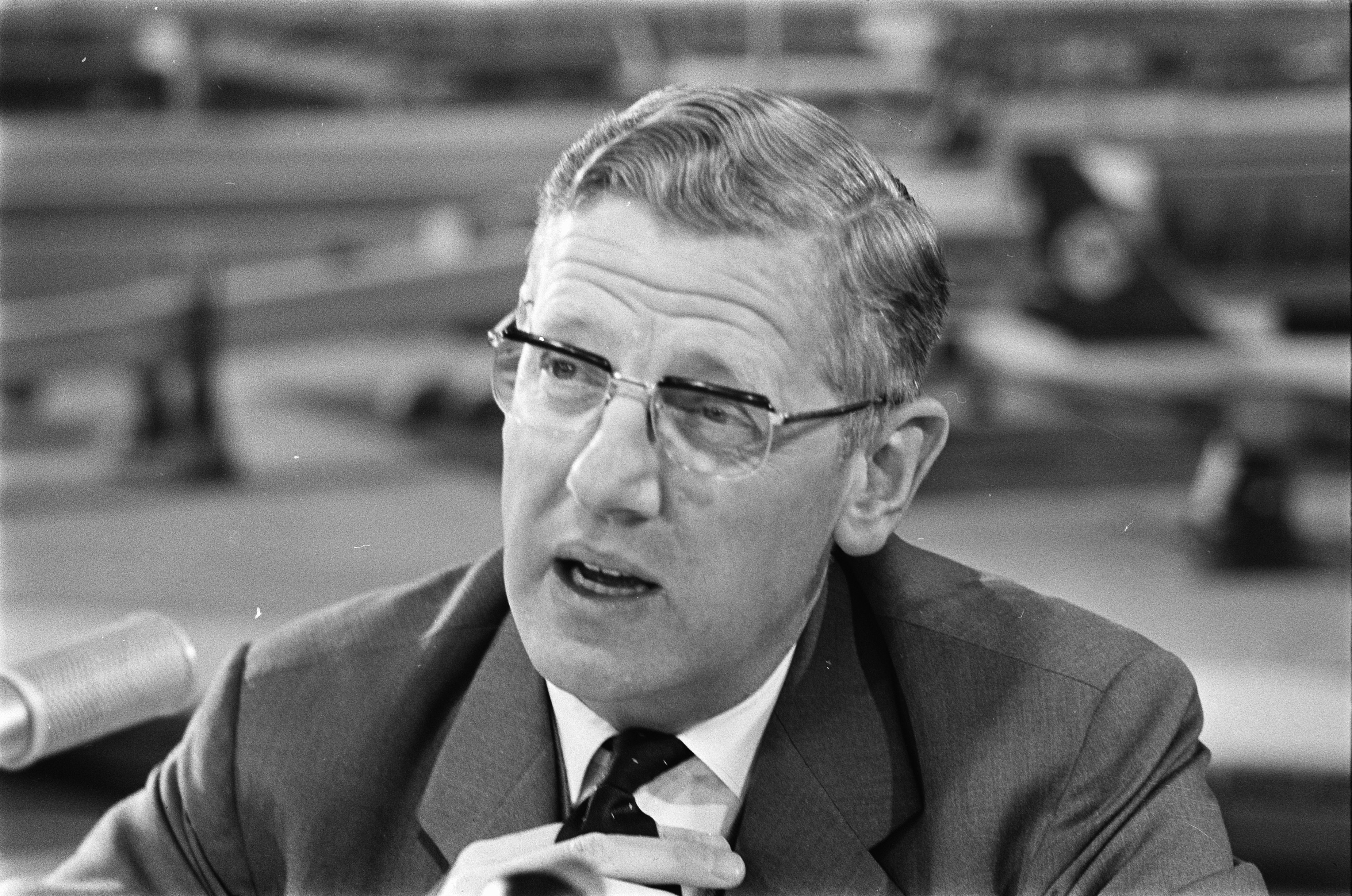
Jan Bernd Udink (1969)

Berend Jan Udink (* 12. Februar 1926 in Deventer, Provinz Overijssel; † 24. Mai 2016 in Goedereede) war ein niederländischer Manager und Politiker der Christelijk-Historische Unie (CHU) sowie des Christen-Democratisch Appèl (CDA), der unter anderem Minister und Mitglied der Zweiten Kammer der Generalstaaten war.

## Leben

### Studium und berufliche Tätigkeiten
Nach dem Besuch der Hogere Burgerschool in Utrecht begann Udink 1945 ein Studium der Wirtschaftswissenschaften an der Wirtschaftshochschule Rotterdam, das er im Juni 1952 abschloss. Während dieser Zeit absolvierte er zwischen 1946 und 1947 einen Gaststudienaufenthalt an der École des hautes études commerciales, der Wirtschaftshochschule der Universität Lausanne.
Nach Beendigung des Studiums begann er 1953 seine berufliche Laufbahn bei der Industrie- und Handelskammer Rotterdam, bei der er zunächst stellvertretender Sekretär und anschließend von 1958 bis Juli 1962 Sekretär war. Daneben war er zwischen Juni 1959 und 1964 auch außerordentlicher Lektor für Hafenwirtschaft an der Wirtschaftshochschule Rotterdam. Im Juli 1962 wechselte er als Direktor zur Zentralen Kammer für Wirtschaftsförderung in Den Haag und blieb dort bis April 1967. Zugleich war er von September 1965 bis April 1967 Mitglied des Rijnmondraad, ein Gremium zur Koordinierung von Planungsarbeiten in der Region der Rheinmündung, und in diesem Vorsitzender der Fraktion der protestantisch-christlichen Parteien.

### Minister und Vorstandsvorsitzender der OGEM N.V.

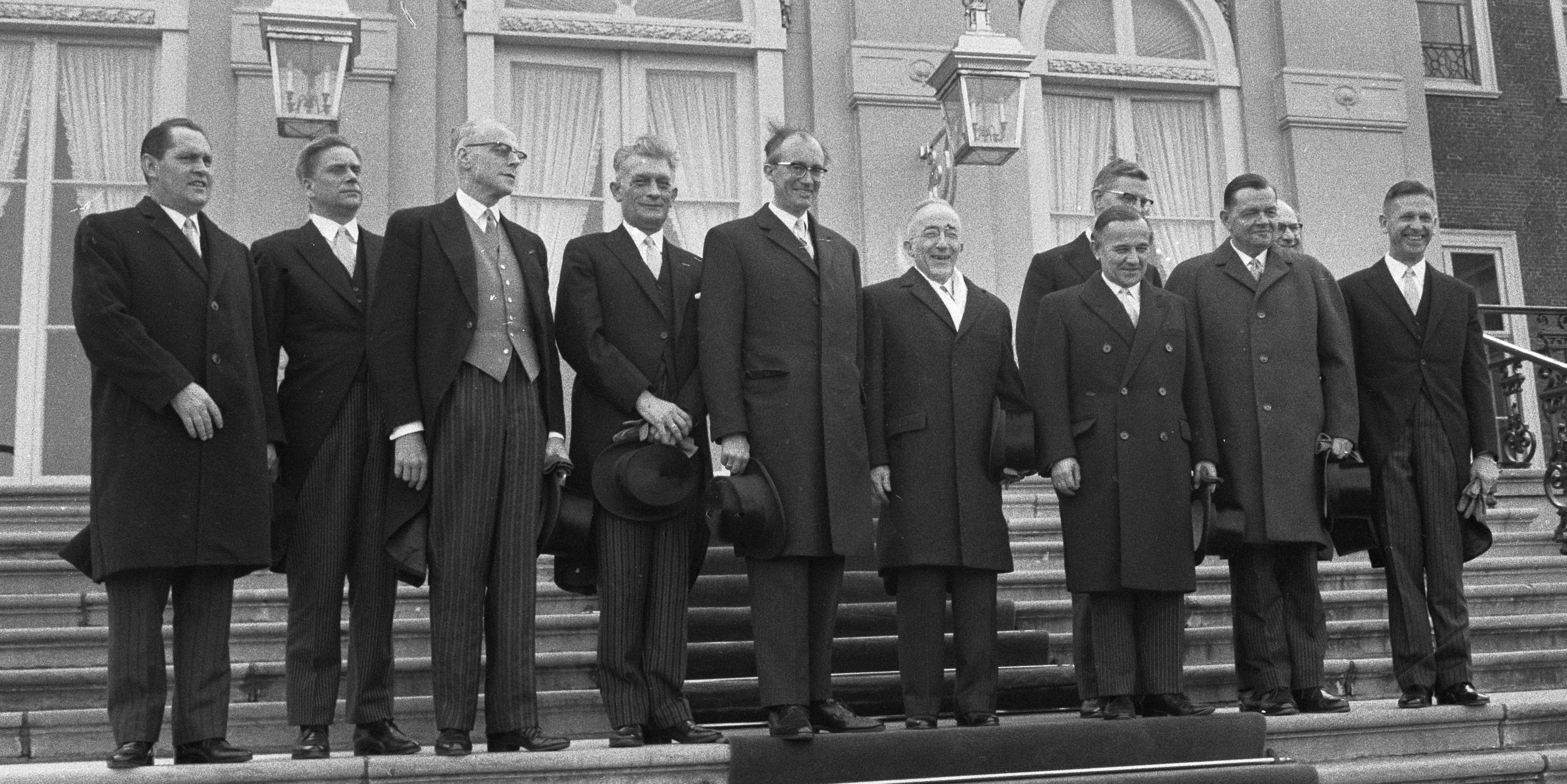
Das Kabinett De Jong bei der Vereidigung am 5. April 1967 vor Huis ten Bosch: Minister Udink (4.v.r.) mit Ministerpräsident Piet de Jong (7.v.l.) und dem weiteren Kabinett

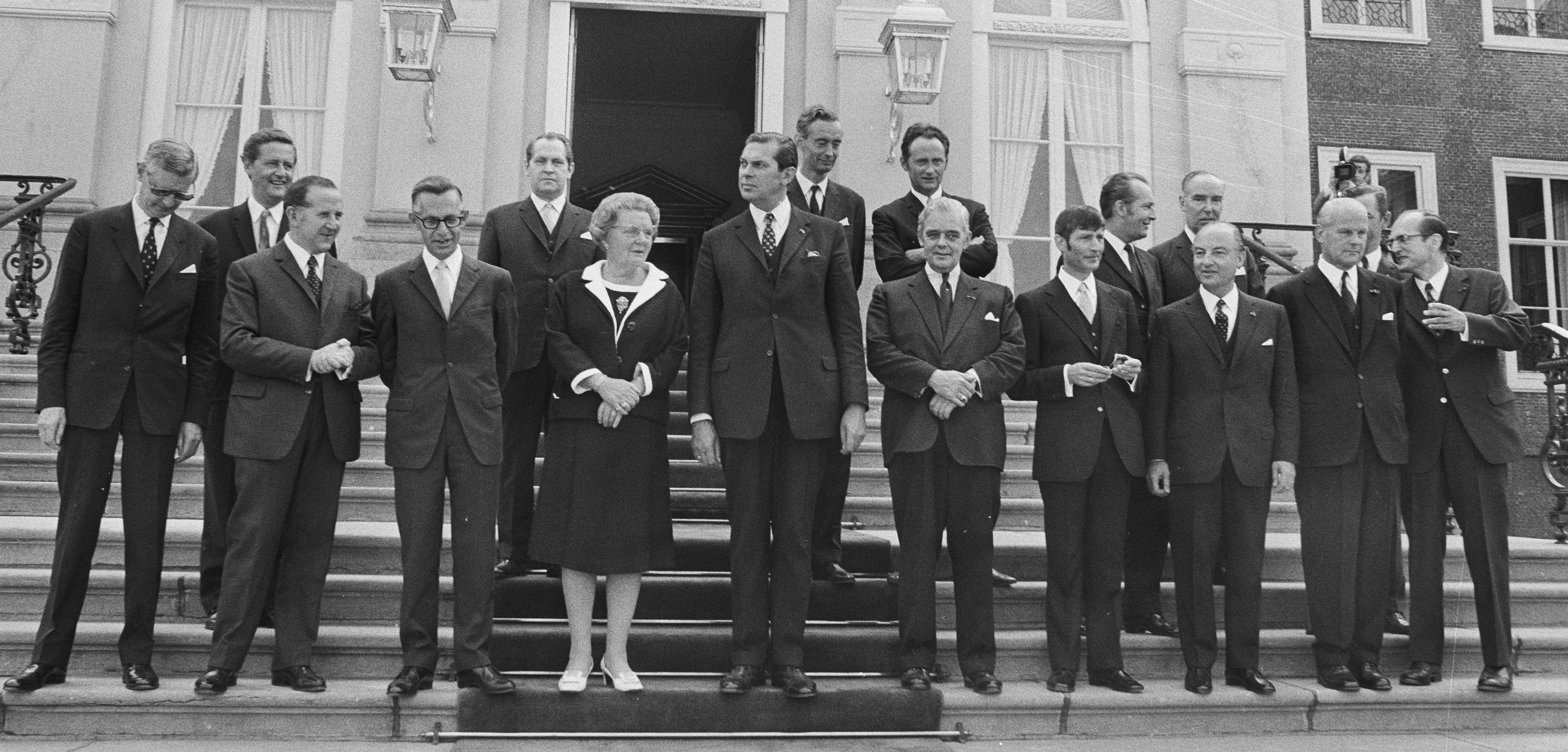
Kabinett Biesheuvel am 6. Juli 1971: Wohnungsbauminister Udink (1. Reihe, 1.v.l) mit Königin Juliana sowie Ministerpräsident Barend Biesheuvel (5.v.l.) und den weiteren Ministern

Am 5. April 1967 wurde Udink von Ministerpräsident Piet de Jong als Minister ohne Geschäftsbereich in dessen Kabinett berufen. In diesem war er bis zum Ende von de Jongs Amtszeit am 6. Juli 1971 für Angelegenheiten der Entwicklungszusammenarbeit zuständig.
Bei der Parlamentswahl im April 1971 wurde Udink als Spitzenkandidat der CHU zum Mitglied der Zweiten Kammer der Generalstaaten gewählt und gehörte dieser bis zum 6. Juli 1971 an.
Während dieser Zeit war er zugleich Vorsitzender der CHU-Fraktion und als solcher auch politischer Führer der CHU.
Am 6. Juli 1971 legte er sein Mandat nieder, nachdem er von Ministerpräsident Barend Biesheuvel zum Minister für Wohnungswesen und Raumordnung in dessen Kabinett berufen wurde und diesem bis zum Ende von Biesheuvels Amtszeit am 11. Mai 1973 angehörte.
Außerdem war er nach dem Rücktritt von Willem Drees zusätzlich vom 21. Juli 1972 bis zum 11. Mai 1973 für Verkehr und Wasserwirtschaft.
Im September 1973 wechselte Udink in die Privatwirtschaft und wurde Vorstandsmitglied und stellvertretender Vorstandsvorsitzender des überwiegend in den Niederländischen Antillen und Surinam tätigen Energie-, Bau- und Handelskonzerns Overzeese Gas- en Elektriciteitsmaatschappij N.V. (OGEM N.V.), dessen Vorstandsvorsitzender er zuletzt von Januar 1978 bis März 1980 war.

## Auszeichnungen
- 8. Juni 1973 – Ernennung zum Kommandeur des Orden von Oranien-Nassau

## Veröffentlichungen
- Tekst en Uitleg. Over sturen en gestuurd worden, ervaringen in politiek en bedrijf, Memoiren, 1986